# Place de Pyynikki
Pyynikintori , avant 1897 Pyynikentori, en 1897–1927 Aleksanterintori ou Plassi est une place du quartier de Pyynikinrinne de Tampere en Finlande.

## Bâtiments bordant la place
- Pikarilinna, Pyynikintori 2, années 1920, Arvo Emil Eränen[3]
- Tammerkontu, Pyynikintori 4-6, Martti Välikangas[3]
- Lycée de Tampere, Hjalmar Åberg, 1935
- Pyynikintori 8, Jaakko Tähtinen
- Conservatoire de Tampere (fi)

## Galerie

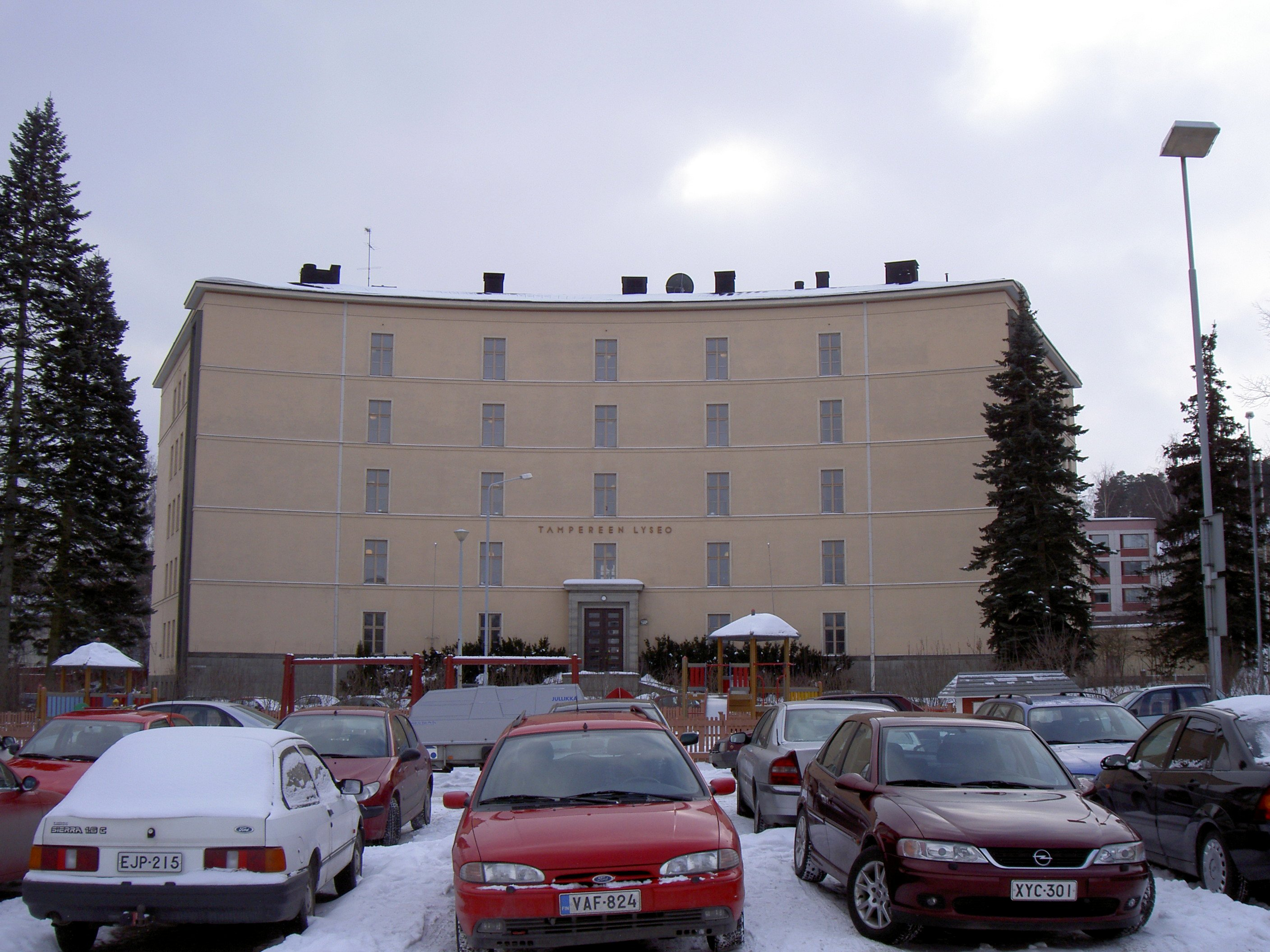
Le lycée de Tampere.
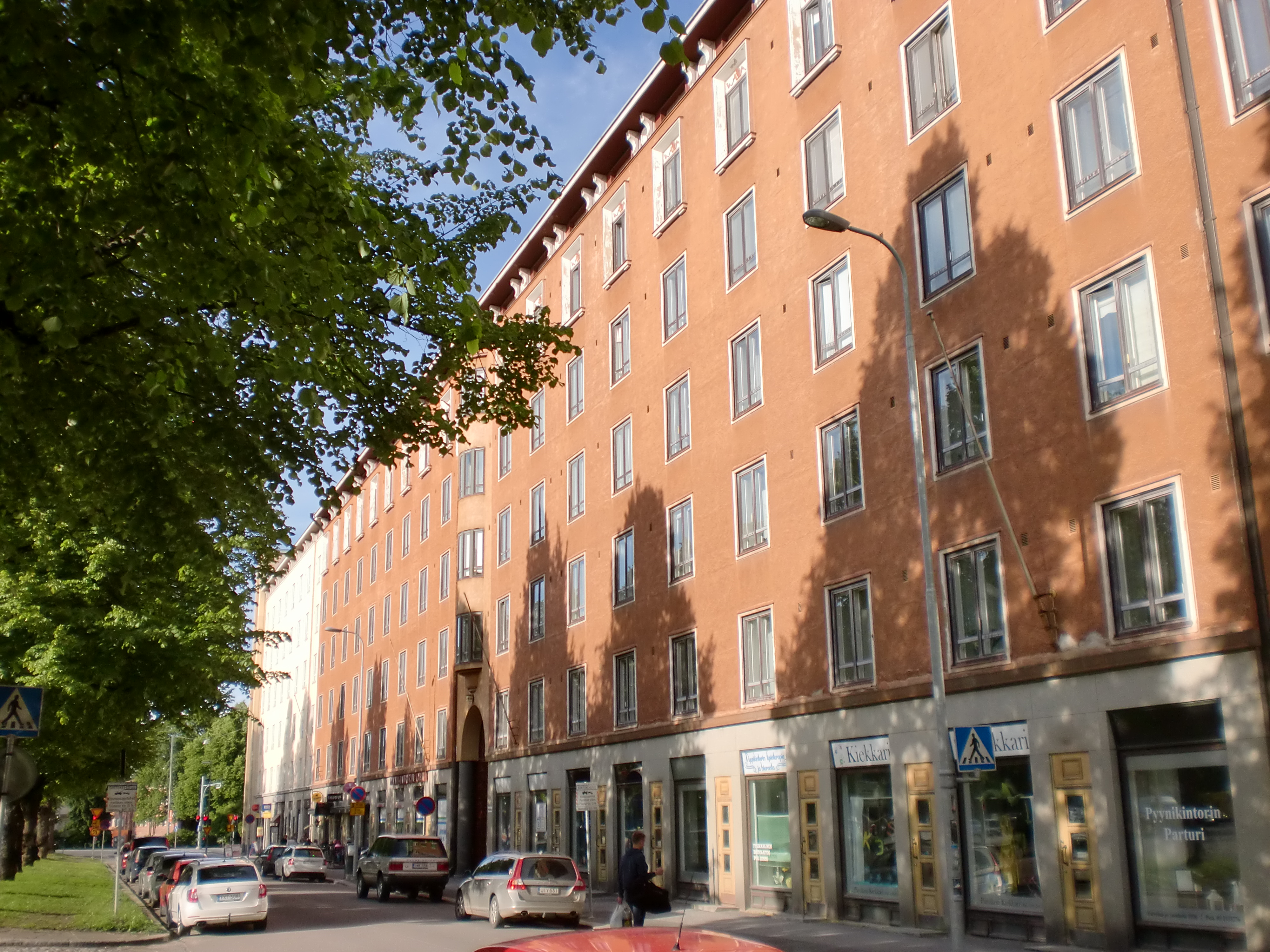
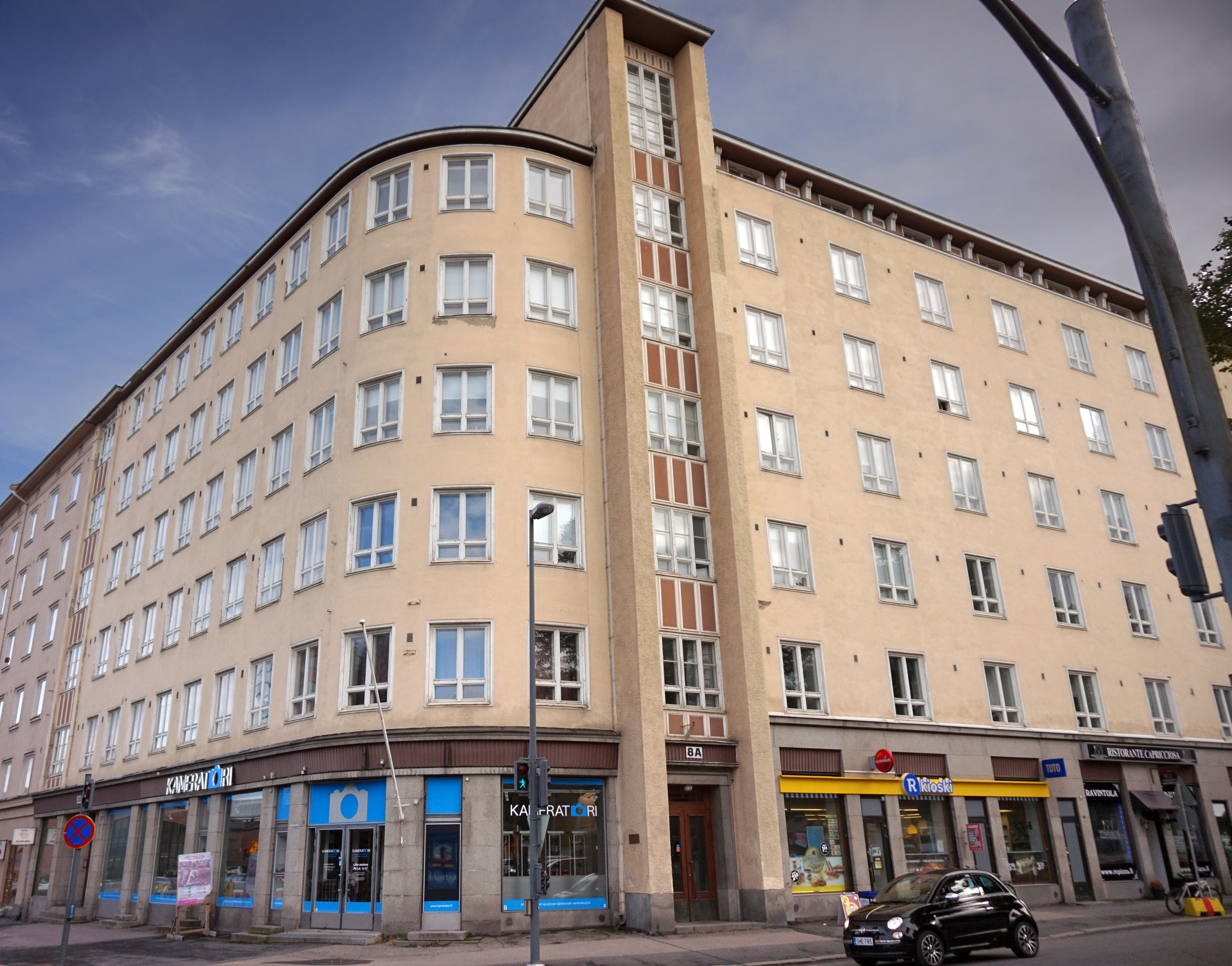
Pyynikintori 8